# Guillermo Douglas
Guillermo Douglas, urugvajski veslač, * januar 1909, Paysandu, † 1967.
Douglas je za Urugvaj nastopil na Poletnih olimpijskih igrah 1932 v Los Angelesu, kjer je v enojcu osvojil bronasto medaljo.